# Албанија на Светском првенству у воденим спортовима 2011.
Албанија је учествовала на Светском првенству у воденим спортовима 2011. у Шангају, у Кини. Такмичили су се у пливању са укупно 3 такмичара (2 мушкарца и 1 жена).
Представници Албаније нису освојили ниједну медаљу

## Учесници по спортовима
| Спорт     | Мушкарци | Жене | Укупно |
| --------- | -------- | ---- | ------ |
| Пливање   | 2        | 1    | 3      |
| Укупно(1) | 2        | 1    | 3      |

## Пливање
Пливачку репрезентацију Албанија представљала су 3 пливача (2 мушкараца и 1 жена)

### Мушкарци
| Пливач        | Дисциплина     | Лич. рек. | Групе    | Групе    | Полуфинале       | Полуфинале       | Финале           | Финале           | Детаљи         |
| Пливач        | Дисциплина     | Лич. рек. | Време    | Плас.    | Време            | Плас.            | Време            | Плас.            | Детаљи         |
| ------------- | -------------- | --------- | -------- | -------- | ---------------- | ---------------- | ---------------- | ---------------- | -------------- |
| Sidni Hoxha   | 50 м слободно  | 23,19     | 23,18 НР | 39 /121  | Није се пласирао | Није се пласирао | Није се пласирао | Није се пласирао | [ мртва веза ] |
| Sidni Hoxha   | 100 м слободно | 51,34     | 51,51    | 48 / 108 | Није се пласирао | Није се пласирао | Није се пласирао | Није се пласирао | [ мртва веза ] |
| Edwin Angjeli | 200 м делфин   | 2:06,61   | 2:06,68  | 39 / 40  | Није се пласирао | Није се пласирао | Није се пласирао | Није се пласирао | [ мртва веза ] |
| Edwin Angjeli | 200 м мешовити | 2:09,71   | 2:10,27  | 44 / 48  | Није се пласирао | Није се пласирао | Није се пласирао | Није се пласирао | [ мртва веза ] |

### Жене
| Пливачица   | Дисциплина   | Лич. рек. | Групе   | Групе   | Полуфинале        | Полуфинале        | Финале            | Финале            | Детаљи         |
| Пливачица   | Дисциплина   | Лич. рек. | Време   | Плас.   | Време             | Плас.             | Време             | Плас.             | Детаљи         |
| ----------- | ------------ | --------- | ------- | ------- | ----------------- | ----------------- | ----------------- | ----------------- | -------------- |
| Noel Borshi | 100 м делфин | 1:04,29   | 1:05,71 | 43 / 47 | Није се пласирала | Није се пласирала | Није се пласирала | Није се пласирала |                |
| Noel Borshi | 200 м делфин | 2:21,47   | 2:29,16 | 33 /33  | Није се пласирала | Није се пласирала | Није се пласирала | Није се пласирала | [ мртва веза ] |

## Биланс медаља
| Ранг | Држава   | Злато | Сребро | Бронза | Укупно |
|      | Албанија | 0     | 0      | 0      | 0      |